# Spathosternum venulosum
Spathosternum venulosum är en insektsart som beskrevs av Carl Stål 1878. Spathosternum venulosum ingår i släktet Spathosternum och familjen gräshoppor. Inga underarter finns listade i Catalogue of Life.